# Firth
Firth は、低地スコットランド語及び英語において、スコットランドとイングランドにおける様々な沿岸域を表現するために用いられる単語である。スコットランドの主要地域では、この言葉は大規模な湾だけでなく、海峡にも用いられている。北部諸島では、おおむね小規模な入江に対して使用されるのが通例である。フィヨルド "fjord" は言語学的に同系統（両者ともゲルマン祖語の fertuz から来ている）であるが、英語においては狭い意味合いで用いられている。"Firth" と呼称されている水域は、東海岸と国土の南西で一般的な傾向があるが、ローン湾 "Firth of Lorn" は例外といえる。ハイランド地方沿岸にも幾多の河口や海峡、入江など同様の水域が存在するが、"Firth" が用いられることはない（例えば ミンチ海峡  (the Minch)  や トリドーン湾 (Loch Torridon) ）。その代わりにほとんどが "Loch" と呼ばれている。

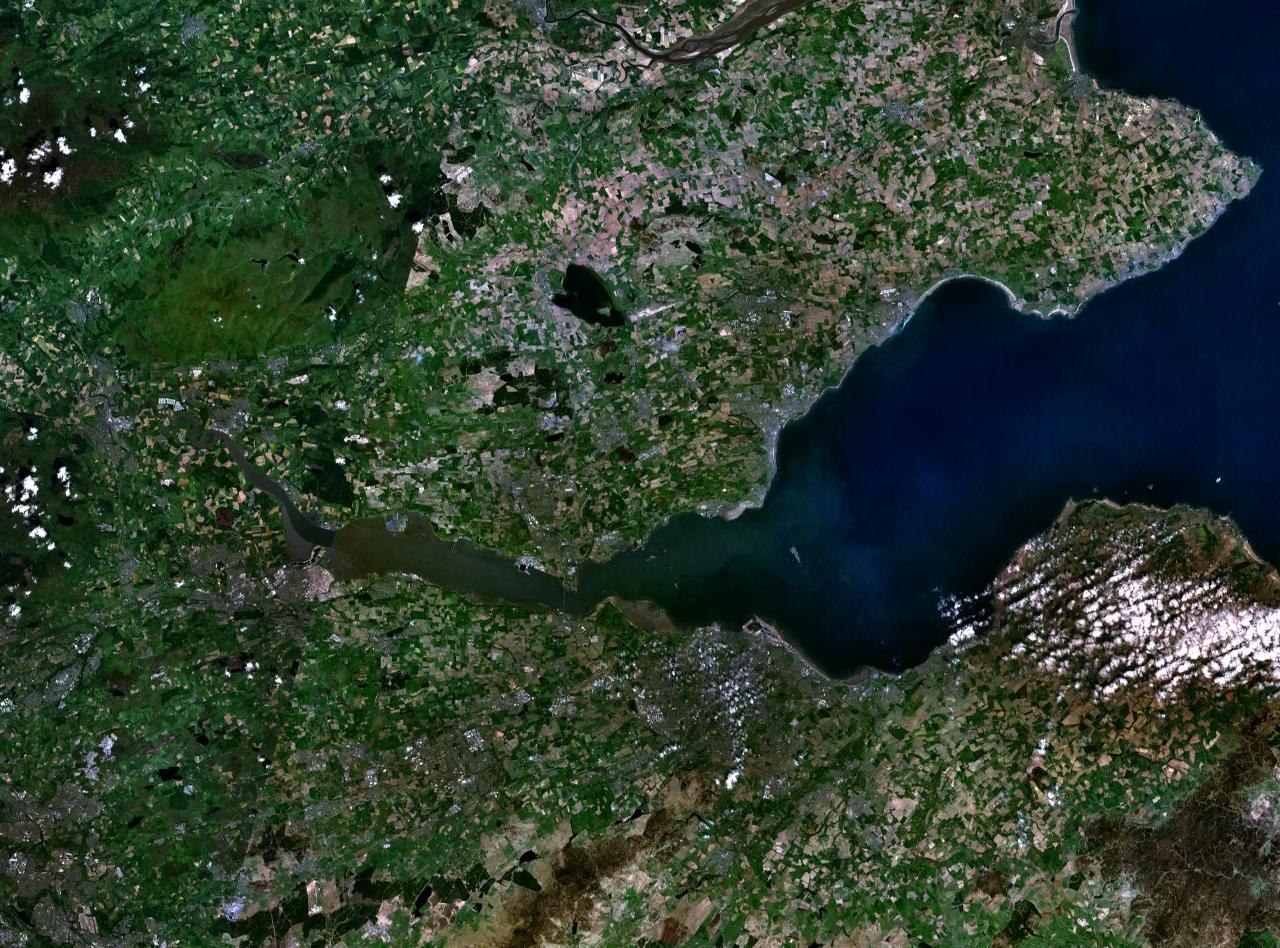
フォース湾(Firth of Forth)周辺

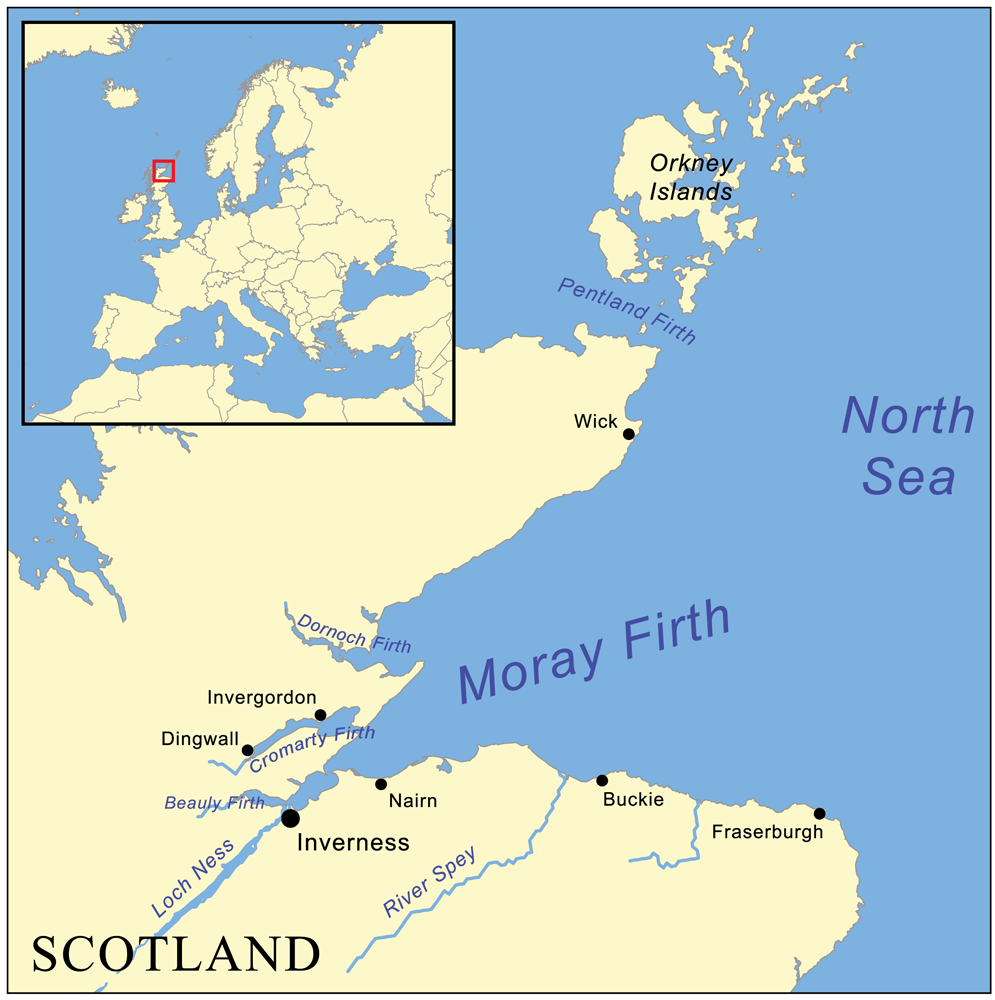
Map of the マレー湾 (Moray Firth)

"Firth" は一般的に氷河時代における氷蝕の跡で、またほとんどが大規模河川に関係している。これは潮汐によって海水の遡上が繰り返された結果、河床が侵食されて大規模な河口に拡大したところだ。水域の境界はやや曖昧である。クライド湾 "Firth of Clyde" はダンバートンまで至る河口部を含むと見なされることがあるが、英国陸地測量部が刊行する地図ではポート・グラスゴーから河川に切り替わると描画されている。しかも、地元ではグリーノックからゲア湖との合流点にまで延びる砂州の先端部 Tail of the Bank を境界とみなす意見や、さらに西のゴウロックを境とする向きもある。 
しかしながら、例外が幾つか存在する。例えば、スコットランド東岸のクロマーティ湾 "Cromarty Firth" は、比較的幅の狭い海への出口を備えた大きな湖 "Loch" と見なすことができ、また、ソルウェー湾 "Solway Firth" とマレー湾 "Moray Firth"は、極めて大規模な湾である。また、ペントランド海峡 "Pentland Firth"は、湾や入江ではなく明らかに海峡である。

## スコットランドの "Firth"

### スコットランド西海岸の "Firth"（北から南へ）

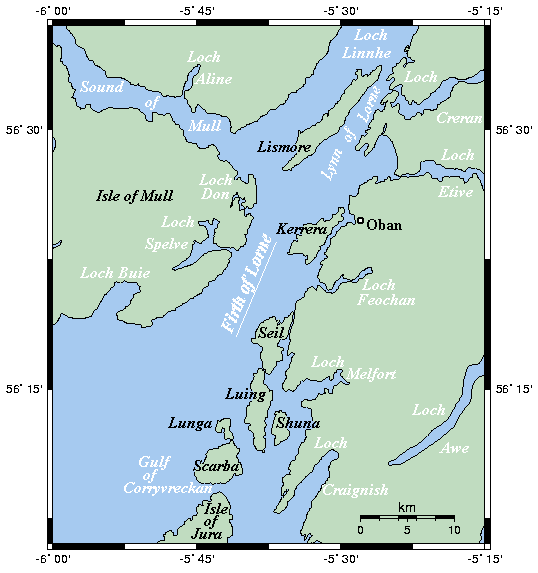
ローン湾と周辺の水域

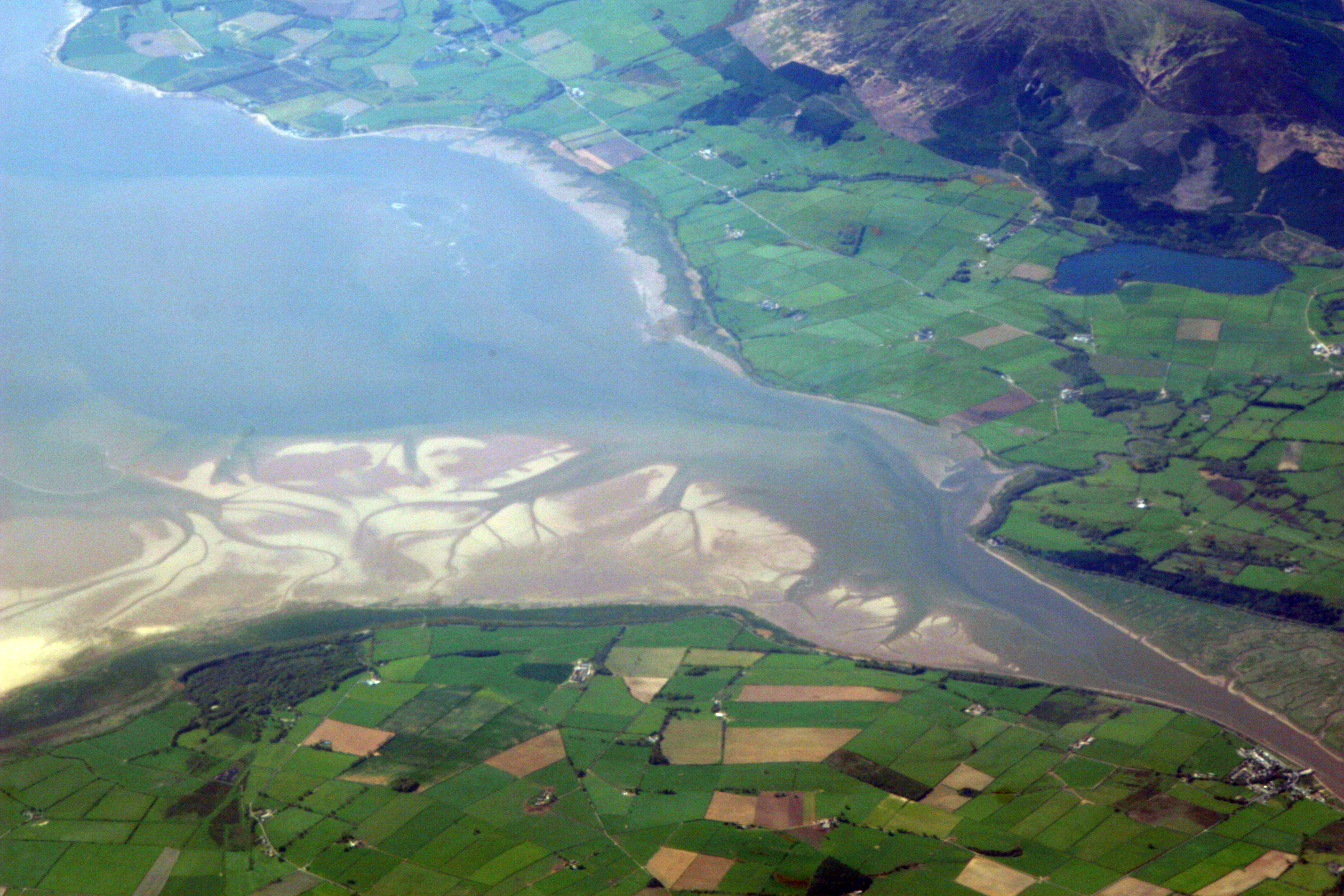
ダンフリーズの南でソルウェー湾に注ぎこむニス川の河口

- ローン湾 "Firth of Lorn"（英語版）（最北端から以下の水域を通じてマレー湾とつながる）
  - グレート・グレン峡谷の湖群とカレドニア運河、ネス湖を通じてインヴァネスに至る.
  - 湾に隣接する "Loch"：ロッキー湖 (Loch Lochy) 、リニ湖 (Loch Linnhe) 、リーブン湖 (Loch Leven) 、オイック湖 (Loch Oich) .
  - 地名: オーバン、フォート・ウィリアム。
  - 島嶼: マル島、リスモア島（英語版）、ケレラ島（英語版）。
- クライド湾 "Firth of Clyde" （クライド川の河口から連続している）
  - クライド湾に隣接する"Loch": ゲア湖 (Gare Loch) 、ロング湖 (Loch Long) 、ホーリー・ロッホ (Holy Loch) 、ストリベン湖 (Loch Striven) 、カイルズ・オブ・ビュート（英語版）の奥にあるリッドン湖 (Loch Riddon) 、ファイン湖 (Loch Fyne) 、キャンベルタウン湾 (Campbeltown Loch) 。
  - 地名: ヘリンズバラ、ポート・グラスゴー（英語版）、グリーノック、ゴウロック（英語版）、ダンウーン（英語版）、ロスシー、ウィームス・ベイ（英語版）、ラーグス（英語版）、ブロディック（英語版）、アードロッサン（英語版）、トルーン（英語版）、エア、ガーバン（英語版）、キャンベルタウン。グラスゴーはクライド川を遡上する潮汐の末端に位置し、クライドバンク（英語版）、アースキン橋（英語版）、ダンバートンはポート・グラスゴーへと幅を広げていく河口部に位置している。
  - クライド湾の島嶼（英語版）: ビュート島、グレート・カンブレー島（英語版）、アラン島
    - スコットランド・ゲール語において、クライド湾は2つの水域として扱われている。陸側の端を Linne Chluaidh (スコットランド・ゲール語発音: [ʎiɲəˈxɫ̪uəj])といい (意味は英語と同様)、アラン島及びキンタイア、エアシャー（英語版）/ガロウェイ（英語版）を囲む領域を、An Linne Ghlas [ə ʎiɲə ɣɫ̪as̪] と呼称している。
- ソルウェー湾 "Solway Firth"（イーデン川（英語版）、エスク川（英語版）、ニス川（英語版）が流れこむ入江）。
  - 湾はソルウェー海岸（英語版）に面している。
  - ラフ湾 "Rough Firth"（英語版）
  - 地名: アナン（英語版）、グレットナ（英語版）、ルース湾（英語版）、ウィグタウン（英語版）（スコットランド領）。イーデン川沿いのカーライル、セント・ビーズ（英語版）、アスパトリア（英語版）（イングランド領）。

### スコットランド東海岸の "Firth"（北から南へ）

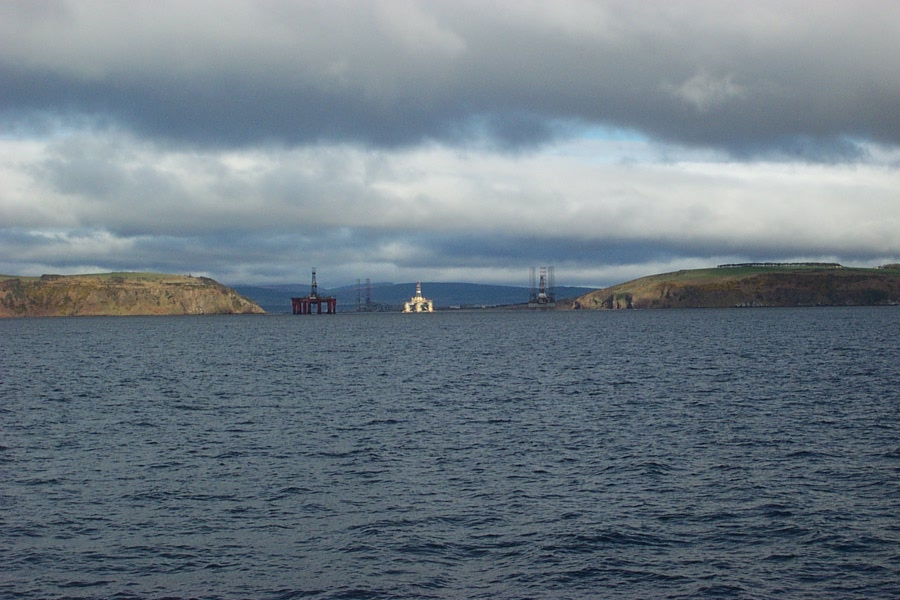
クロマーティ湾の入り口、奥に石油リグを望む。

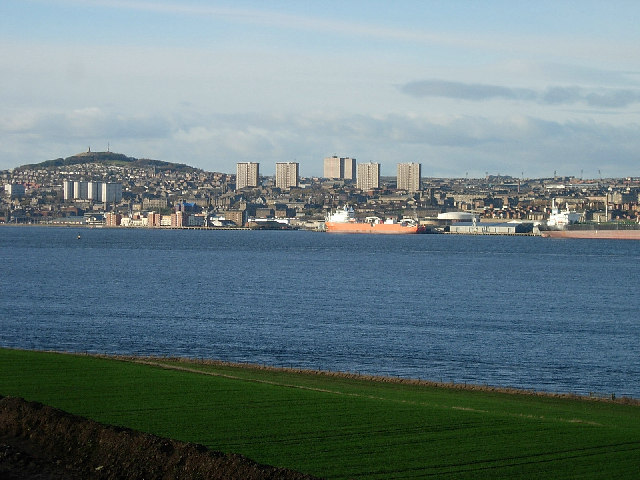
タイ湾のファイフ側海岸から望むダンディー

以下の "Firth" は北海に接続しているか、あるいはその一部である。
- ドーノック湾 "Dornoch Firth"（英語版） （東岸における最北の "Firth"）。
  - 地名: ドーノック、ドーノック湾橋（英語版）（全長0.5マイルに及ぶ印象的な道路橋）、ボナー・ブリッジ（英語版）、カイル・オブ・サザーランド（英語版）、テイン（英語版）、ターバット・ネス（英語版）のポートマホマック（英語版）（東海岸の西から北西に面した漁村）。
  - 河川: オアイケル川（英語版）、キャスリー川（英語版）、シン川（英語版）、キャロン川（英語版）
  - 岬: ターバット・ネス（英語版）
- クロマーティ湾 "Cromarty Firth"（英語版）（比較的狭い海への開口部を有する Loch 型の "Firth"）。この "Firth" はマレー湾につながっている。
  - 地名: クロマーティ、ディングウォール（英語版）、インバーゴードン（英語版）。
  - 河川: コノン川（英語版）、オーリン川（英語版）、アルネス川。
- マレー湾 "Moray Firth" 及び （"Loch" 型の "Firth"である）ビューリー湾 "Beauly Firth"（英語版） は、インヴァネス湾 "Firth of Inverness" と接続している。インヴァネス湾は最近の地図に記載されることは希であるが、ネス川、ネス湖等のグレートグレンの Loch 群を繋ぐカレドニア運河を通じ、スコットランド西海岸のローン湾に接続している。
  - マレー湾の地名: インヴァネス、ネアン（英語版）、フォートローズ（英語版）、フォート・ジョージ（英語版）。
  - 岬: ホワイトネス岬、Chanonry Point、Alturlie Point。
  - ビューリー湾の地名: ビューリー（英語版）。
- テイ湾 "Firth of Tay" （テイ川の河口）。
  - 地名: パース、ダンディー、モニフィース（英語版）、テイポート（英語版）、ニューポート・オン・テイ（英語版）、ニューバーグ（英語版）。
  - 河川: テイ川、アーン川（英語版）。
  - 岬: Buddon Ness.
  - 島: マグドラム島（英語版）
- フォース湾 "Firth of Forth" （フォース川の河口部）
  - 地名: エディンバラ、ダンファームリン、カーコーディ（英語版）、フォルカーク、スターリング、グランジマウス（英語版）、ロサイス、ノース・クィーンズフェリー（英語版）、サウス・クィーンズフェリー（英語版）、マッセルバーグ（英語版）、クレイル（英語版）、セラーダイク（英語版）、アンストライザー（英語版）、ピッテンウィーム（英語版）、セント・モナンズ（英語版）、イーライ（英語版）、アールズフェリー（英語版）、ロングニドリー（英語版）、アバレディ（英語版）、ガレイン（英語版）、ディーレトン（英語版）、ノース・バーウィック（英語版）。湾には全長2,512メートルのフォース道路橋（英語版）と、2,498メートルのフォース鉄道橋が架けられている。
  - 河川: フォース川、エイボン川（英語版）、ウォーター・オブ・リース（英語版）、アーモンド川（英語版）、エスク川（英語版）、リーブン川（英語版）
  - 島: ベース・ロック島（英語版）、クレイグリース島（英語版）、アイボローイー島（英語版）、フィドラ島（英語版）、インチコルム島（英語版）、インチガービ島（英語版）、インチケイス島（英語版）、インチミッカリー島（英語版）、メイ島（英語版）、ラム島（英語版）

### スコットランド北海岸の "Firth"

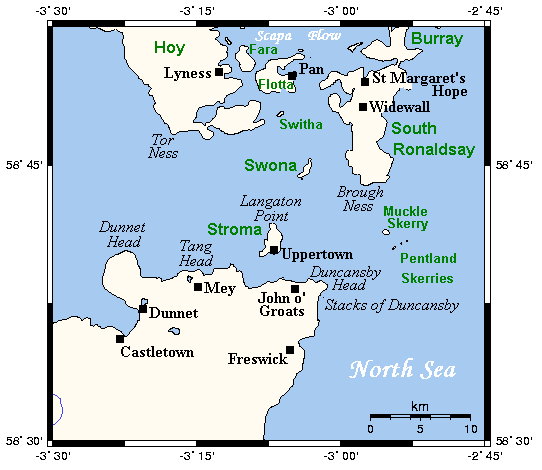
ペントランド海峡 "Pentland Firth" と周囲の陸地

- ペントランド海峡 "Pentland Firth": この水域はスコットランド本土とオークニー諸島を分かつ海峡であり、大西洋と北海を結んでいる。
  - 地名: ジョン・オ・グローツ、カニスベイ（英語版）、ギルズ湾（英語版）（全てケイスネス郡）
  - 岬: Brims Ness、Brough Ness、ダンカンズビー・ヘッド（英語版）、ダネット・ヘッド
  - 島: ホイ島、ペントランド・スケリー諸島（英語版）、スウォナ島（英語版）、サウス・ロナルドセー島、サウス・ウォールズ島（英語版）（以上は通常オークニー諸島の一部と見なされている）、ストローマ島（英語版）。

### 北部諸島の "Firth"

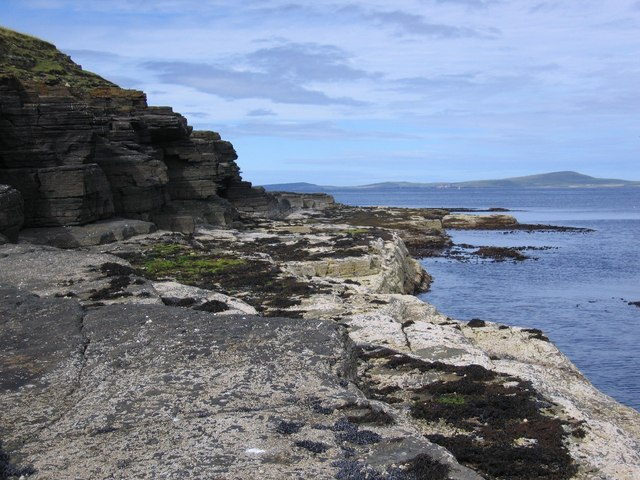
ラウジー島の Saviskaill 湾の断崖、ウェストレー海峡 "Westray Firth" を通してウェストレー島を望む

北部諸島は15世紀からノルウェーの領土となっていたため、ノルド語起源の地名が数多く残っている。特にシェトランド諸島において、"Firth" は比較的小規模な入江や海峡を表すために使われるが、"geo" や "voe"、"wick" を用いるのが一般的である。オークレー諸島では、"wick" が普通である。
- オークニー諸島
  - ノース・ロナルドセー海峡 "North Ronaldsay Firth"
  - ストロンゼー海峡 "Stronsay Firth"
  - ウェストレー（英語版）海峡 "Westray Firth"
  - ワイド湾 "Wide Firth"
    - ファース湾 "Bay of Firth" という海域もあるがこの "Firth" は行政教区 (Firth、Orkney) の名称。
- シェトランド諸島（メインランド島）
  - ラックス湾 "Lax Firth" および キャット湾 "Cat Firth"（ネスティング行政教区（英語版）およびホワイトネス行政教区（英語版）の近く）
  - コラ湾 "Colla Firth" (2カ所存在する)
  - ゴン湾 "Gon Firth"
  - "Olna Firth"
  - "Olnes Firth"
  - "Quey Firth"
  - "Unie Firth"
  - ウラ湾 "Ura Firth"
  - バラ湾 "Burra Firth" (複数存在する)
    - ファーズ湾 "Firths Voe"（ファース村 (Firth、Shetland) が面する湾）
- シェトランド諸島、ノース・アイルズ（英語版）: イエル島、アンスト島
  - "Whale Firth"
  - バラ湾 "Burra Firth"

### スコットランドの同様な海域

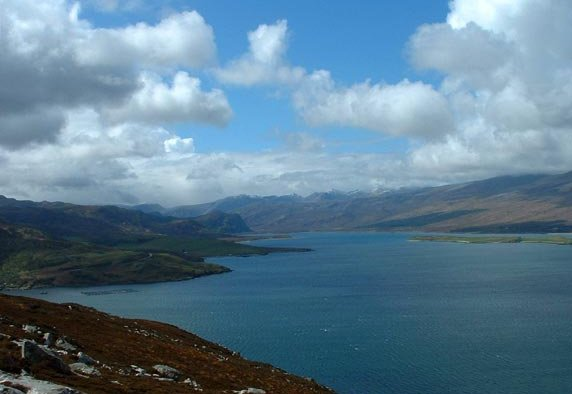
エリボール湖

スコットランド・ゲール語において、linne はこれまでに挙げたほとんどの "Firth" に対して用いられていた。また、スリート海峡 (Sound of Sleat) や "Crowlin Sound"、クイリン海峡 (Cuillin Sound)、ジュラ海峡 (Sound of Jura) 、ラッセイ海峡 (Sound of Raasay) 、そしてリニ湖 (Loch Linnhe)  の一部が該当する。
次に挙げるスコットランドの水域は、"Firth" と同等ではあるが、名称にこの語は使用されていない：
- 西海岸
  - ブルーム湾 (Loch Broom) （フィヨルド）、エリボール湖 (Loch Eriboll) （フィヨルド）、ファイン湾 (Loch Fyne) （フィヨルド）、ホアン湖 (Loch Hourn) （フィヨルド）、ジュラ島のターバート湖 (Loch Tarbert) （フィヨルド）、トリドーン湖 (Loch Torridon) （フィヨルド）、スウィーン湖 (Loch Sween) （フィヨルド）、ミンチ海峡 (The Minch) （海峡、古ノルド語で "Skotlandsfjörð"（「スコットランドのフィヨルド」の意）[1]）。
- 東海岸
  - エデン（英語版）河口 (Eden Mouth)（セント・アンドリュース近郊の三角江）、フィンドホーン湾 (Findhorn Bay) 、モントローズ湾 (Montrose Basin)  (口の狭い三角江／ラグーン）、ツイード河口 (Tweed mouth) （スコットランド国境近くの三角江）。

また、北部諸島 (イギリス)では、用語 "firth" と "sound" は、往々にして曖昧に入れ違えて用いられる。例えば、ブルーモール海峡 (Bluemull Sound)  は、シェトランド諸島内の "Firth" とほとんど変わりがない。

## イングランドの "Firth"
- ソルウェー湾 "Solway Firth"（イーデン川（英語版）、エスク川（英語版）、ニス川（英語版）が流れこむ入江）。
  - 湾はソルウェー海岸（英語版）に面している。
  - 地名: アナン（英語版）、グレットナ（英語版）、ルース湾（英語版）、ウィグタウン（英語版）（スコットランド領）。イーデン川沿いのカーライル、セント・ビーズ（英語版）、アスパトリア（英語版）（イングランド領）。

## スコットランド沿岸以外の "Firth"

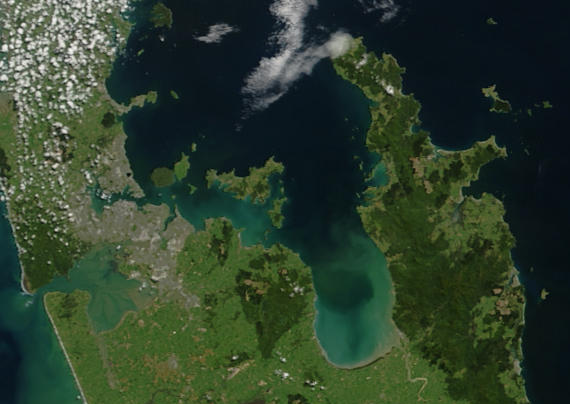
大きな湾の南東部にあるテムズ湾 ""

- フレンスブルク湾 "Firth of Flensburg"（英語版）、デンマークとドイツとの国境を成す三角江。
- テムズ湾 "Firth of Thames"（英語版） は、ニュージーランドのワイハウ川（英語版）（以前はテムズ川という名だった）の河口がある湾。
- テイ湾 "Firth of Tay"（英語版）、南極。湾が面しているダンディー島の名称の由来である、スコットランドのダンディーに面する湾に因んで命名されている。